# Hemerodromia goya
Hemerodromia goya är en tvåvingeart som beskrevs av Jones 1940. Hemerodromia goya ingår i släktet Hemerodromia och familjen dansflugor. Inga underarter finns listade i Catalogue of Life.